# Platypalpus pseudobicolor
Platypalpus pseudobicolor is een vliegensoort uit de familie van de Hybotidae. De wetenschappelijke naam van de soort is voor het eerst geldig gepubliceerd in 1910 door Strobl.